# Надиров, Вугар Эршад оглы
Вуга́р Эрша́д оглы́ Нади́ров (азерб. Nadirov Vüqar Ərşad oğlu; 15 июня 1987, село Сеидли, Агдамский район) — азербайджанский футболист, нападающий. Выступал в сборной Азербайджана.

## Клубная карьера
Родился в семье командира Агдамского батальона Аршада Надирова. В детстве выступал в футбольной команде «Гянджлик-95» из города Сумгаит.
Профессиональную клубную карьеру начал в 14 лет в 2001 году с выступления в команде «Карабах-Азерсун» Агдам.

## Сборная Азербайджана
Вугар Надиров был приглашён в национальную сборную Азербайджана ещё в 18 лет, и, несмотря на юный возраст, с небольшими перерывами выступал в ней до 2015 года.
Дебютировал в составе сборной против команды Польши 26 марта 2005 года в рамках отборочных матчей чемпионата мира 2006.
Вугар Надиров стал самым молодым футболистом, когда-либо надевавшим форму национальной сборной страны. Это произошло 12 февраля 2004 года во время встречи Азербайджана со сборной Израиля. В момент дебюта за сборную Надирову было всего 16 лет 248 дней. Однако 11 октября 2008 года другой молодой и перспективный азербайджанский футболист Араз Абдуллаев побил рекорд Вугара Надирова, так как к моменту выхода на поле в Хельсинки во время отборочного матча чемпионата мира 2010 между сборными Азербайджана и Финляндии ему было всего 16 лет 176 дней. Предыдущий рекорд был превзойдён на 72 дня.
6 июня 2007 года в Алматы, в рамках отборочных матчей чемпионата Европы 2008 против сборной Казахстана, Вугар Надиров забил гол на 31-й минуте. Это помогло сборной в итоге сыграть вничью.

## Еврокубки
В 2004 году в составе команды «Карабах» выступал в Кубке УЕФА против словацкой команды «Дукла» (Банска-Бистрица). В 2005 году также в Кубке УЕФА выступал против молдавской команды «Нистру» (Кишинёв), на этот раз в составе команды «Хазар-Ленкорань».

## Кубок чемпионов Содружества
- Участник Кубка чемпионов Содружества в 2004 году в составе команды «Карабах-Азерсун».

## Достижения
- Чемпион Азербайджана по футболу: 2006/07 (в составе «Хазар-Ленкорань»), 2013/2014 (в составе «Карабах»)
- Обладатель Кубка Азербайджана: 2007 (в составе «Хазар-Ленкорань»)
- Бронзовый призёр чемпионата Азербайджана по футболу: 2003/04 (в составе «Карабах»)